# Skylar & Plux: Adventure on Clover Island
Skylar & Plux: Adventure on Clover Island 3D plošinovka vydaná z roku 2017. Vytvořilo ji Švédské studio Right Nice Games ve spolupráci s českým Grip Games. Hra vyšla 19. května 2017 pro Windows, PlayStation 4 an Xbox One.  Skylar & Plux je inspirované hrami jako například Crash Bandicoot, Ratchet and Clank či Jak and Daxter.

## Hratelnost
Hra je klasickou 3D plošinovka. Hráč ovládá titulní hrdinkz Skylar. Mezi její schopnosti patří dvojskok, energetický hák či mechanická ruka, která dokáže rozbít bedny. Mechanická ruka je taktéž užitečná při soubojích s nepřáteli. Magnetický hák je užitečný k přitahování nedostupných plošin či přeskakování určité propasti. Hráč při průchodu levely sbírá oranžové krystaly, které lze využít k záchraně obyvatel ostrova, které lze nalézt, zavřené v klecích.
Hráč později narazí na nové vybavení. Napřed nalezne Jet-pack, který hráči umožní zdolat krátké vzdálenosti ve vzduchu. Později nalezne časový orb, který dokáže na krátkou dobu zpomalit čas kolem Skylar. Nakonec nalezne elektromagnetickou rukavici, která mu umožní pohybovat s těžkými kovovými předměty, včetně nepřátel, či raket, které jsou na hráče vystřeleny.
Celá hra je zasazena na titulní Clover Island, který tvoří 4 části, z nichž každá se skládá ze 3 podúrovní trojúrovní. Prostředí zahrnují tropické pláže, vyprahlé pouště, vrcholky hor, i monstrózní továrnu CRT. Hráč se může po herním věte volně pohybovat.

## Příběh
Hra začíná tím, že zlodějka SKylar je dopadena zlým CRT, který jí nechá namontovat mechanickou ruku a plánuje z í udělat zbraň. Skylar však utíká dostává se na Clover Island, kde potkává sovu Pluxe, který jí začne doprovázet. Společně se rozhodnou pomoci místním domorodcům, kteří jsou unášenni nohsledy CRT a také zachránit svět, který je ničen negativním vlivem stanice patřící CRT.